# Newburg (Pennsilvània)
|  | Per a altres significats, vegeu «Newburg (Comtat de Cumberland)». |

Newburg és una població dels Estats Units a l'estat de Pennsilvània. Segons el cens del 2000 tenia 81 habitants.

## Demografia
Segons el cens del 2000, Newburg tenia 81 habitants, 35 habitatges, i 21 famílies. La densitat de població era de 18,2 habitants/km².
Dels 35 habitatges en un 22,9% hi vivien nens de menys de 18 anys, en un 42,9% hi vivien parelles casades, en un 14,3% dones solteres, i en un 40% no eren unitats familiars. En el 37,1% dels habitatges hi vivien persones soles el 20% de les quals corresponia a persones de 65 anys o més que vivien soles. El nombre mitjà de persones vivint en cada habitatge era de 2,31 i el nombre mitjà de persones que vivien en cada família era de 3,1.
Per edats la població es repartia de la següent manera: un 18,5% tenia menys de 18 anys, un 9,9% entre 18 i 24, un 33,3% entre 25 i 44, un 17,3% de 45 a 60 i un 21% 65 anys o més.
L'edat mediana era de 39 anys. Per cada 100 dones de 18 o més anys hi havia 106,3 homes.
La renda mediana per habitatge era de 29.167 $ i la renda mediana per família de 36.250 $. Els homes tenien una renda mediana de 38.750 $ mentre que les dones 26.250 $. La renda per capita de la població era de 15.166 $. Cap de les famílies i el 3,1% de la població estaven per davall del llindar de pobresa.

## Poblacions properes
El següent diagrama mostra les poblacions més properes.